# Помни, Каспар!
«Помни, Каспар!» — советский чёрно-белый художественный фильм, поставленный на киностудии «Ленфильм» в 1964 году режиссёром Григорием Никулиным.
Премьера фильма в СССР состоялась 20 сентября 1965 года.

## Сюжет
Немецкий солдат Каспар Гролта (Анатолий Ромашин) блуждает по болотистым лесам Белоруссии, в надежде добраться до своих. В один из зимних дней он встречается с русским лейтенантом Денисом Марасаевым (Герман Журавлёв), бежавшим из фашистского лагеря для военнопленных. Между ними происходит жестокая схватка, победу в которой одерживает Денис, после чего продолжает свой путь на восток. Однако истекающего кровью Каспара окружают волки, и он начинает звать на помощь. Денис не выдерживает и возвращается, чтобы спасти врага от жестокой смерти. Весь долгий дальнейший путь, пока Каспар не сможет передвигаться самостоятельно, он тащит его на себе. И, словно в благодарность за своё спасение, Каспар, спасая теперь уже Дениса, убивает встретившегося на их пути немецкого автоматчика. После чего отдаёт автомат убитого Денису, а сам решает идти домой. Вслед ему звучат лишь два слова: «Помни, Каспар…».

## В ролях
- Герман Журавлёв — Денис Марасаев, лейтенант
- Анатолий Ромашин — Каспар Гролта
- Зинаида Дорогова — Улла
- Александр Михайлов — Зайферт
- Оскар Линд — служащий вокзала
- Владимир Липпарт — Иван Серпокрыл
- Владимир Емельянов — Бахматов
- В. Великосельцев — Тимка
- Владимир Пицек — солдат
- Игорь Ясулович — Якоб
- Владимир Казаринов — комендант
- Пантелеймон Крымов — мотоциклист

## Съёмочная группа
- Автор сценария и режиссёр-постановщик — Григорий Никулин
- Главный оператор — Дмитрий Месхиев
- Главный художник — Игорь Вускович
- Композитор — Надежда Симонян
- Звукооператор — Григорий Эльберт
- Режиссёр — Анатолий Вехотко